# Nokia C6-01
Ecranul are 3.2 inchi AMOLED tactil capacitiv și este protejat anti-zgârieturi respectiv Gorilla glass.
Nokia C6-01 are procesor tactat la 680MHz. Dispune de 256MB de RAM și vine cu un card microSD de 2GB, dar poate recunoaște carduri de 32GB și are memorie ROM de 1GB. 
Funcționează în rețelele GSM/EDGE 850/900/1800/1900 și WCDMA 850/900/1700/1900/2100.

## Design
Ecranul este un HD de 3.2 inch AMOLED tactil capacitiv care suportă 16 milioane de culori și rezoluția de 360 x 640 pixeli.
Tehnologia Nokia ClearBlack oferă contrast superior și lizibilitatea la lumina soarelui.
Carcasa este construită din aluminiu.
Sub ecran sunt trei butoane fizice. Pe partea stângă se găsește butoanele de volum.
În partea din spate este camera foto de 8 megapixeli cu dublu bliț LED. 
Capacul bateriei este din metal sub ea este slotul pentru cartela SIM.
În partea inferioară găsim portul micro-USB 2.0, mufa de încărcare și o mufă audio de 3.5 mm.

## Multimedia
Camera foto are 8 megapixeli este dotată cu două blițuri LED, Geo-Tagging și funcție de recunoașterea feței.
Înregistrarea video se face până la 720p HD. Camera frontală este VGA.
Player-ul de muzică suportă formatele audio MP3, AAC, eAAC, eAAC +, WMA, AMR-NB și AMR-WB.
Player-ul video suportă formatele H.264, MPEG-4, VC-1, H.263 (CIF 25fps), Real Video 10 (QVGA 25fps), On2 VP6 (VGA 25fps) și Flash video (VGA 25fps).
Are radio FM Stereo cu RDS.

## Conectivitate
Nokia C6-01 are Bluetooth 3.0 cu suport A2DP, Wi-Fi 802.11 b/g/n, port micro-USB 2.0, slot microSD care suportă 32 GB.
Browser-ul suportă WAP 2.0/xHTML, HTML și Adobe Flash Lite.
Are un receptor GPS cu suport A-GPS și ieșire TV.
Clientul de e-mail suportă Mail for Exchange.

## Caracteristici
- Ecran tactil capacitiv AMOLED de 3.2 inchi cu rezoluția de 360 x 640 pixeli
- Procesor ARM 11 tactat la 680 MHz
- Slot card microSD cu suport până la 32 GB
- Camera foto de 8 megapixeli cu bliț LED dublu
- Camera secundară VGA
- Înregistrare video 720p cu 25 cadre pe secundă
- Bluetooth 3.0 cu A2DP
- Wi-Fi 802.11 b/g/n
- Mufă micro-USB 2.0
- Busolă digitală, Senzor de proximitate, Accelerometru
- Mufă audio de 3.5 mm
- GPS cu suport A-GPS
- Radio Stereo FM cu RDS
- Ieșire TV
- Sistem de operare Symbian^3 OS
- Vizualizator Word/Excel/PowerPoint/PDF